# Nagy Viktor (jogász)
Nagy Viktor  (1984–) jogász, egészségügyi és szociális menedzser, a Rege Residence Szépkorúak Otthonának főigazgatója.

## Pályafutása
Középiskolai tanulmányait a dunaújvárosi Rudas Közgazdasági Szakközépiskola marketing szakán végezte, majd 2003-ban felvételt nyert a budapesti Pázmány Péter Katolikus Egyetem Jog és Államtudományi Karára. Harmadévesként a Magyar Országgyűlés Külügyi Bizottságának gyakornoka, ötödévesként a törökországi Kirikkale Egyetem Jogtudományi Karának ösztöndíjasa, ahol a török alkotmány és jogrendszer megismerése mellett elsajátítja a török nyelvet is.
Diplomaszerzése után a magyar állam és közigazgatás különböző helyein dolgozott jogászként. 2009-től a Közép-magyarországi Regionális Államigazgatási Hivatal Szociális Intézmények Felügyeleti Osztályának jogásza, ahol szakterülete az állami és nem állami fenntartásban működő tartós bentlakást nyújtó idősotthonok működési engedélyeztetése és törvényességi felügyelete lett. 2013-ban új szakmai kihívásokat keresve Ausztriába költözött, ahol egy osztrák fuvarszervező vállalat munkavállalójaként koordinálta a Törökországból Nyugat-Európába tartó közúti szállítmányozási folyamatokat.
2018-ban felkérést kapott a Magyarok Nagyasszonya Női Apostoli Élet Társasága által fenntartott Időskorúak Árpád-házi Szent Erzsébet Otthonának vezetésére, amelynek 2021-ig főigazgatója volt. A COVID-19-es járvány első, második valamint harmadik hulláma alatt folytatott munkája, azon belül az Esztergom-Budapesti Főegyházmegye területén élő papok és szerzetesek oltókampányának megszervezése elismeréseként Erdő Péter Esztergom-Budapesti érsek főpásztori áldásban részesítette.
2021-ben elnyerte Ausztria Burgenland tartományának legnagyobb szociális intézménye, a neudörfli (lajtaszentmiklósi) Szent Miklósról elnevezett Idősek és Pszichiátriai Betegek Otthonának intézményvezetői pozícióját. Szintén ebben az évben – első magyarként – tagjává választotta az Európai Idősügyi Hálózat (European Ageing Agency).
2023-ban felkérték a magyarországi idősgondozás paradigmáit újra értelmező Rege Residence Szépkorúak Otthonának vezetésére, amelynek jelenleg is főigazgatója.

## Egyéb tevékenységei
2014-ben a Holokauszt Emlékévhez kapcsolódóan mozgalmat indított a fejér megyei Rácalmás izraelita temetőjének megmentéséért. A nyughely felújítása részben egy sikeres pályázatnak, és nagyban helyi önkénteseknek köszönhetően megvalósult, amelyet a korabeli sajtó az Emlékév egyik legsikeresebb projektjeként jellemzett.
A Magyar Helsinki Bizottság, valamint később a Menedék Egyesület jogászaként és önkéntesként számos nemzetközi védelmi igénnyel rendelkező külföldi számára nyújtott szakmai segítséget, amely tevékenysége miatt Magyarországon többször támadások érték személyét, ő mégis következetesen kiállt az általa képviselt értékek és a külföldi rászorulók érdekeinek védelme mellett. 2017-ben nyílt levéllel fordult Fejér megye 4. számú választókerületének akkori országgyűlési képviselőjéhez a Soros Györgyöt támadó kampány antiszemita jellege miatt, amely levél mind a mai napig válasz nélkül maradt.
2020-tól a Pázmány Péter Katolikus Egyetem Bölcsészettudományi Karának óraadó tanára.